# Сервий Калпурний Домиций Декстер
Сервий Калпурний Домиций Декстер (на латински: Servius Calpurnius Domitius Dexter) e политик и сенатор на Римската империя през края на 2 век и през 3 век.

## Биография
Фамилията му произлиза вероятно от Италия. Баща му Калпурний Максим е през 203 или 204 г. суфектконсул.
Декстер първо e triumvir monetalis (магистър на Монетния двор), квестор и след това претор. Около 180 г. той е уличен куратор на Виа Емилиа и след това легат при проконсула на Азия. През 225 г. Декстер е консул заедно с Тиберий Манилий Фуск.
Декстер е в колегията Квиндецимвири sacris faciundis като magister collegii.